# Palácio do Trigo
O Palácio do Trigo é um edifício histórico e um restaurante na localidade de São Marcos da Serra, no concelho de Silves, em Portugal. 

## Descrição e história
O edifício ocupa os números 10 a 12 do Largo da Cruz, no interior de São Marcos da Serra. Tem um só piso, destacando-se pela sua fachada no estilo Art Déco, com uma platibanda decorada com motivos geométricos e pintada com cores de tons luminosos.
Funcionou como uma unidade industrial até cerca de 2014, concentrando uma moagem e uma padaria, tendo sido o último empregador privado de grandes dimensões na povoação, com quinze trabalhadores.